# Veste Imperiale

ritratto di Re di Giorgio VI eseguito dopo la sua incoronazione nel 1937, mentre indossa la Veste Imperiale

La Veste Imperiale (in inglese: Imperial Robe; anche nota come Robe of Estate o Imperial State Robe) è una veste utilizzata durante l'incoronazione del monarca britannico. Viene indossata nelle fasi finali della cerimonia, per la processione del monarca dall'abbazia di Westminster alla Gold State Coach. Queste vesti sono state utilizzate per l'ultima volta all'incoronazione di Carlo III e Camilla, con il re Carlo III che indossava la Veste Imperiale di Giorgio V, e la regina Camilla che indossava una nuova veste realizzata appositamente per lei.

## Utilizzo
La veste viene indossata alla fine dell'incoronazione quando, dopo essere stato incoronato e aver ricevuto l'omaggio, il monarca si reca al santuario e alla tomba di Sant'Edoardo il Confessore. Qui vengono rimosse le insegne, la Veste Reale e la Stola Reale. Il monarca viene rivestito con la Veste Imperiale ed esce dall'abbazia indossando la Corona Imperiale di Stato e portando il globo e lo scettro con la croce. Durante l'incoronazione, il monarca viene rivestito dal Lord Gran Ciambellano che è assistito dal Groom of the Robes e dal Master of the Robes o dalla Mistress of the Robes. Il monarca sale sulla Gold State Coach per fare ritorno a Buckingham Palace, dove la giornata dell'incoronazione si conclude con un'apparizione sul balcone di fronte al pubblico in attesa.

## Veste Imperiale di Giorgio V

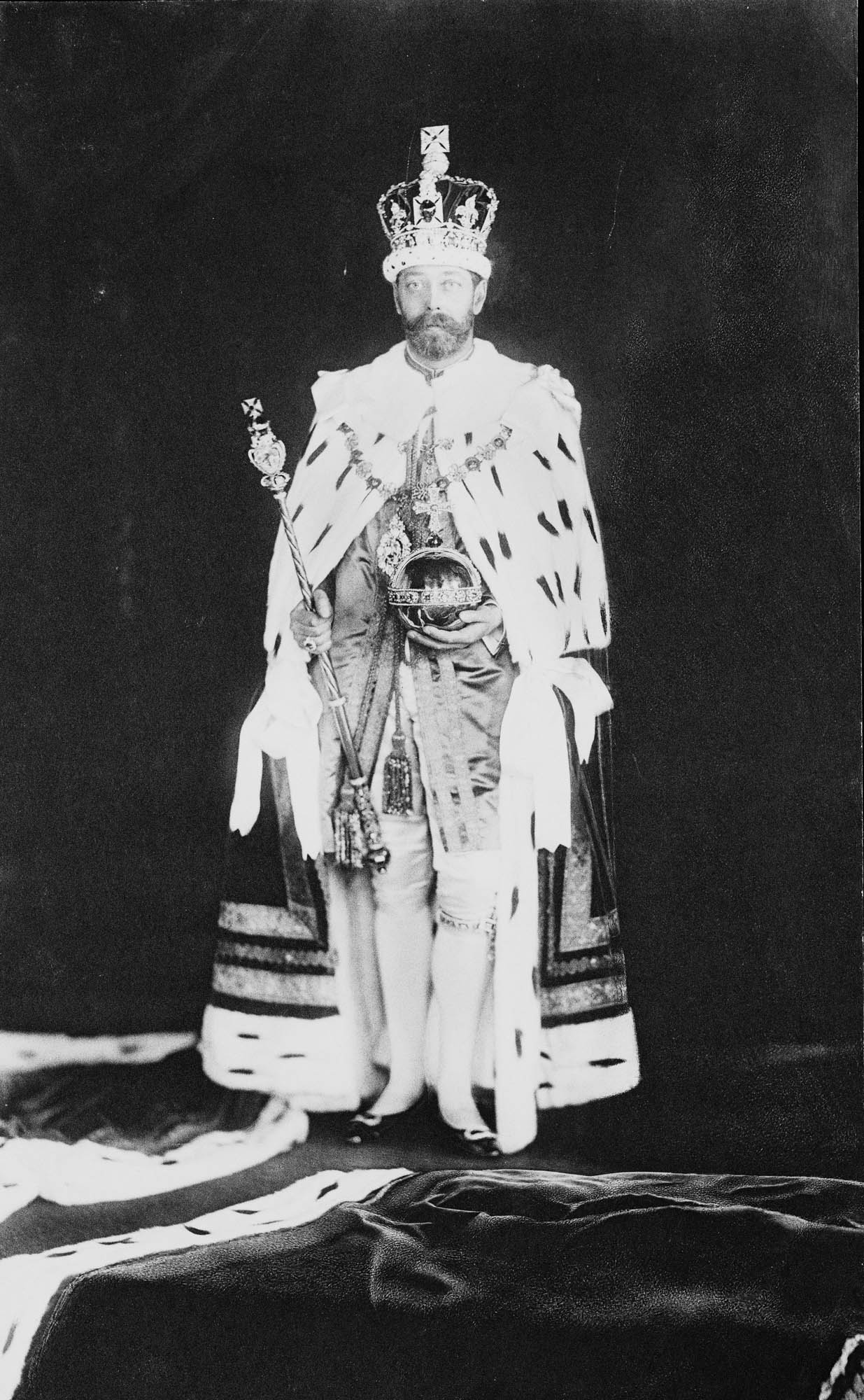
Giorgio V indossa la sua Veste Imperiale dopo la sua incoronazione

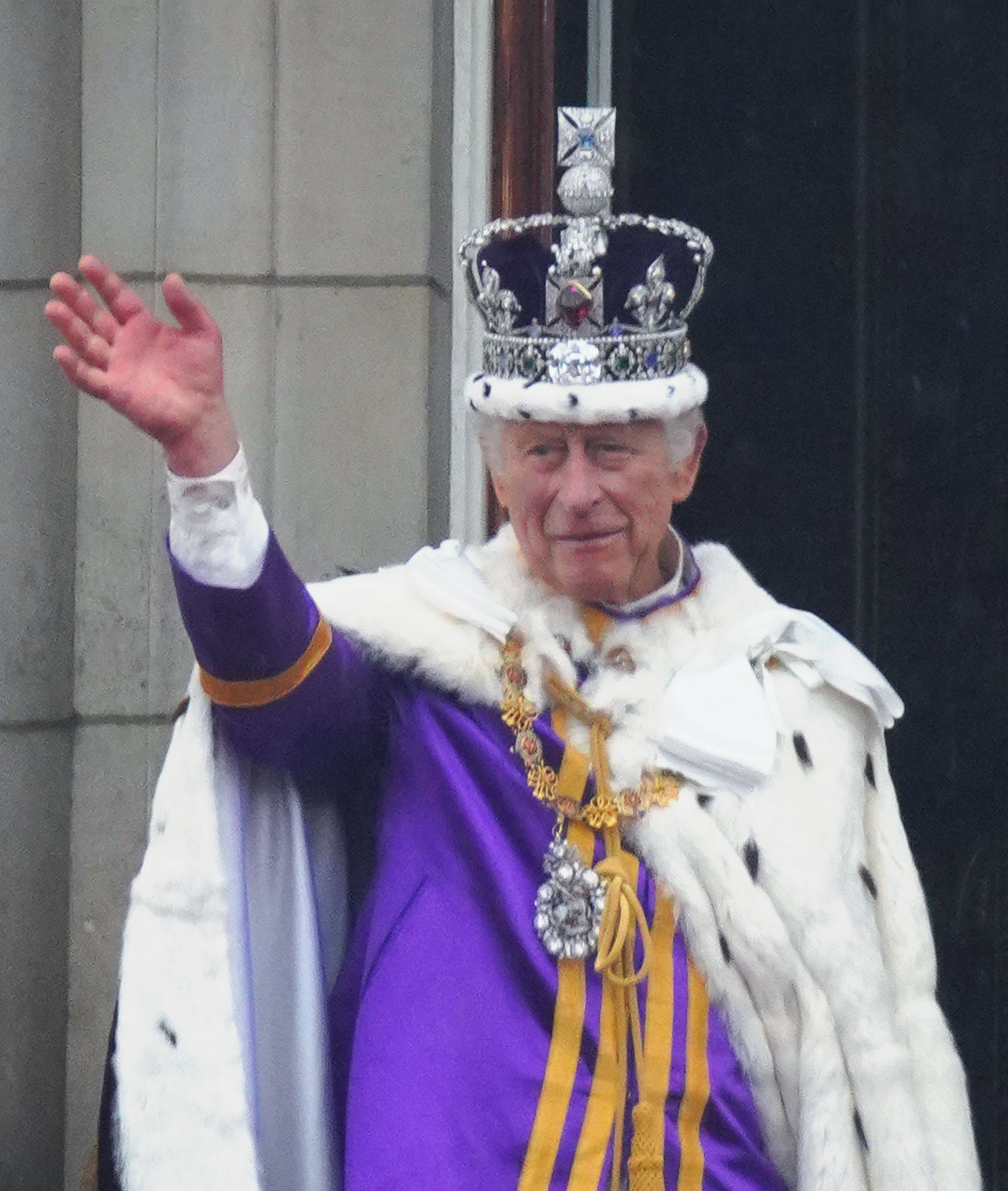
Carlo III indossa la Veste Imperiale del suo bisnonno dopo la sua incoronazione

La Veste Imperiale di Giorgio V era realizzata in velluto di seta viola ricamato in oro. Dopo essere stata adattata da Ede & Ravenscroft, la veste imperiale di Giorgio V è stata riutilizzata dal suo pronipote, Carlo III, per la sua incoronazione nel 2023.

## Veste Imperiale di Elisabetta II
La maggior parte delle vesti utilizzate nella cerimonia di incoronazione, ad eccezione della storica Veste Reale e della Supertunica, viene realizzata ex novo per ogni monarca. Elisabetta II inizialmente considerò di riutilizzare la Veste Imperiale di suo nonno, come fece suo padre durante la sua incoronazione nel 1937, ma invece decise di commissionarne una nuova, in linea con la tradizione. La Veste Imperiale di Elisabetta è lunga 6,5 metri e pesa 6,8 kg. È di velluto viola bordato di ermellino. È decorata con ricami con 18 tipi di filo d'oro, perle di semi, cristalli e sete colorate. I disegni includono simboli e corone nazionali e del Commonwealth; il disegno principale è un bordo di spighe di grano, che simboleggiano l'abbondanza, e rami di ulivo, che simboleggiano la pace. Il ricamo ha richiesto 3500 ore di lavoro a una squadra di 12 persone tra marzo e maggio 1953.